# Хуан Мартін дель Потро
Хуа́н Марті́н дель По́тро (ісп. Juan Martín del Potro, нар.23 вересня 1988, Танділь, Аргентина) — аргентинський тенісист, олімпійський медаліст. 
Хуан Мартін професіонал з 2005, був четвертою ракеткою світу в одиночному розряді. Він переможець Відкритого чемпіонату США у 2009 році. Його найулюбленіше покриття — хард.
Бронзову олімпійську медаль дель Потро здобув на літніх Олімпійських іграх 2012 в одиночному розряді. Через чотири роки, в Ріо-де-Жанейно, він виборов срібну олімпійську медаль. 
Серед власних хобі Хуан Мартін називає футбол, інтернет та музику.